# ديف باير
ديف باير (بالإنجليزية: Dave Bayer) هو رياضياتي أمريكي، ولد في 29 نوفمبر 1955 في روتشستر في الولايات المتحدة.

## وصلات خارجية
- ديف باير على موقع IMDb (الإنجليزية)